# Martyn Busby
Martyn George Busby (Slough, 24 marzo 1953) è un ex calciatore inglese, di ruolo centrocampista.

## Biografia
Anche suo fratello maggiore Viv Busby è stato un calciatore professionista.

## Carriera

### Giocatore
Esordisce tra i professionisti nella stagione 1970-1971 all'età di 17 anni con la maglia del QPR, club della seconda divisione inglese, con cui gioca per 5 stagioni consecutive (in seconda divisione fino al termine del campionato 1972-1973 ed in prima divisione nel biennio successivo), per poi passare in prestito al Portsmouth, con la cui maglia nella stagione 1975-1976 realizza una rete in 6 presenze in seconda divisione. Dopo una stagione da titolare (37 presenze e 4 reti) in seconda divisione con il Notts County, dal 1977 al 1979 gioca nuovamente in prima divisione con il QPR, con cui dal 1979 al 1981 gioca invece in seconda divisione (con anche un periodo in prestito al Burnley nella parte finale della stagione 1979-1980, sempre in seconda divisione).
In carriera ha totalizzato complessivamente 192 presenze e 23 reti fra prima e seconda divisione inglese.

### Allenatore
Nella stagione 1996-1997 ha allenato il Maidenhead Utd.